# غاليبولي (فلم 1981)
غاليبولي (بالإنجليزية: Gallipoli (1981 film)) هو فيلم دراما تم إنتاجه في أستراليا وصدر في سنة 1981.

## بطولة
- ميل غيبسون
- مارك لي
- بيل كير
- روبيرت جراب

## القصة
يواجه اثنين من الخيالين الأستراليين الحقائق الوحشية للحرب عند إرسالهما للقتال في حملة غاليبولي في تركيا خلال الحرب العالمية الأولى.

## الميزانية والإيرادات
بلغت تكلفة إنتاج الفيلم حوالي 2.8 مليون دولار بينما حقق أرباحا تقدر بـ A11,740,000 (Australia) دولار.

## وصلات خارجية
- غاليبولي على موقع IMDb (الإنجليزية)
- غاليبولي على موقع ميتاكريتيك (الإنجليزية)
- غاليبولي على موقع روتن توميتوز (الإنجليزية)
- غاليبولي على موقع نتفليكس (الإنجليزية)
- غاليبولي على موقع ألو سيني (الفرنسية)
- غاليبولي على موقع Turner Classic Movies (الإنجليزية)
- غاليبولي على موقع أول موفي (الإنجليزية)
- غاليبولي على موقع بوكس أوفيس موجو (الإنجليزية)
- غاليبولي على موقع فيلمافينيتي (الإسبانية)
- غاليبولي على موقع قاعدة بيانات الأفلام السويدية (السويدية)